# 勒内·克拉博
勒内·克拉博（法語：René Crabos，1899年2月7日—1964年6月17日），法国男子橄榄球运动员。他曾代表法国参加1920年夏季奥林匹克运动会橄榄球比赛，获得一枚银牌。